# Parmalat FC
El Parmalat FC fue un equipo de fútbol de Nicaragua que alguna vez estuvo en la Primera División de Nicaragua, la liga de fútbol más importante del país. Fue el primer equipo profesional de Nicaragua en tener como entrenadora a una mujer, Cristina López, nacida en España.

## Historia
Fue fundado el 15 de marzo de 2000 en la capital Managua por el doctor Aldo Camorani, presidente de la empresa Parmalat, bautizando al club con su nombre e hicieron su debut en la Tercera División de Nicaragua el 4 de julio del año 2000 ante el Matagalpa FC, al cual vencieron 2-1 en un equipo que alineó a promesas menores de 20 años como José Denis Rocha (Chamuco), Emilio Palacios,  Hamilton West, Tyron Acevedo, José Carballo (Chichi), Luis Olivares, Erick Vallecillo,  Javier Solórzano, Franklin López. Ese año ganaron el título de la Tercera División.
En su primera temporada en la Segunda División de Nicaragua lograron el título de la liga, por lo que obtuvieron el ascenso a la Primera División de Nicaragua para la temporada 2002/03.
Bajo el cargo del entrenador italiano Mauricio Battistini lograron acceder a las semifinales en su dos primeras temporadas, esto hasta que Battistini dejara al club para ir a dirigir en Suiza.
Sin embargo, debido a problemas financieros, el propietario del club (Parmalat) decidió dejar de apoyar al club en el 2005 y por consiguiente, el club desapareció justo antes de ganar su clasificación para la Copa Interclubes UNCAF 2005.

## Palmarés
- Segunda División de Nicaragua: 1

2001/02
- Tercera División de Nicaragua: 1

2000/01
- Primera División de Nicaragua: 2

2004/05

## Participación en competiciones de la UNCAF
- Copa Interclubes UNCAF: 1 aparición

2005 - abandonó en la Primera Ronda

## Entrenadores
- Róger "Pinocho" Rodríguez (2000-02)
- Mauricio Battistini (2002-05)

## Jugadores destacados
| - José Denis Rocha (2001-2005), llamado "Chamuco" en alusión El Diablo Etcheverry - Tyrone Acevedo (2001-2005) - Danny Téllez (2001-2002) - David Solórzano (2001-2002) - Carlos Alonso (2000-2002) | - Emilio Palacios (2002-2003) - Hamilton West (2003-2004) - Wilber Sánchez (2004-2005) - Armando Collado (2002-2004) - Carlos Mendieta |